# Château d'Eresburg

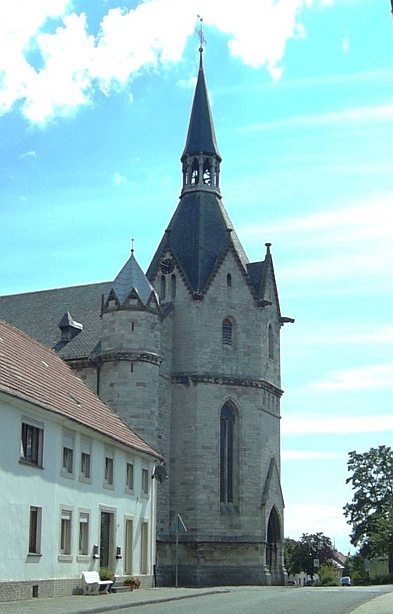
L'église Saint-Nicolas, à l'emplacement du château d'Eresburg, fut à l'origine construite sur ordre de Charlemagne.

Du château d'Eresburg, qui fut le sanctuaire saxon d'Irminsul, il ne reste plus aujourd'hui qu'une colline surplombant la ville de Marsberg sur la Diemel, un affluent de la Weser, près de Paderborn.

## Histoire
Cette colline fut d'abord occupée par un fort germain, sans doute jusqu'aux premières grandes batailles opposant les Germains aux Romains, comme la bataille de la forêt de Teutoburg (vers 9 ap. J.-C.) et la bataille de la Weser (vers 16 ap. J.-C.) entre Arminius, chef de guerre de la tribu germanique des Chérusques, et Germanicus. On ne sait si la région était tenue par les Chérusques, les Chattes ou (comme le suggère Tacite) les Marses. Eresburg n'est en tout cas jamais nommé avant les guerres de Charlemagne contre les Saxons (entre 770 et 785).
Au cours de ces guerres, Eresburg est une motte castrale régulièrement visitée par Widukind, le chef des païens saxons. Ce camp est finalement abandonné aux Francs de Charlemagne lorsque les Saxons, vaincus, se retirent vers le nord (dans l'actuel Danemark, pays des parents de Widukind). Selon une légende locale, la population se serait abritée à l'approche des Francs dans les grottes creusées par l'eau dans le gypse, appelées l'« antre du dragon » (Drachenholler en allemand). On peut encore aujourd'hui visiter ces grottes, ainsi que plusieurs postes de garde réputés d'époque carolingienne.
Tout près d'Eresburg se dresse le Priesterberg (le « mont du prêtre »), qui surplombe la vallée de la Diemel. Cette colline était selon la tradition le lieu où se dressait l'arbre sacré Irminsul, pivot du monde dans la mythologie germanique, et où se pratiquaient les rites sacrificiels païens. Le sanctuaire fut détruit sur ordre de  Charlemagne en 772 (« près de Paderborn » ou « près d'Eresburg », disent les chroniques). On érigea un cairn ou une tour de pierre à l'emplacement d'Irminsul, tandis qu'une première église était construite sur la colline d'en face, à Eresburg en l'an 800. Bien que l'église du quartier moderne du Haut-Marsberg date probablement du début du XIIIe siècle, elle fut reconstruite sur l'emplacement de l'église carolingienne. Quant à l'édifice en pierre du Priesterberg, on peut encore aujourd'hui en voir les vestiges.

## Source
- (en) Cet article est partiellement ou en totalité issu de l’article de Wikipédia en anglais intitulé « Eresburg » (voir la liste des auteurs).